# Fritz Tischler
Fritz Tischler (* 22. Oktober 1910 in Heidelberg; † 24. Juni 1967) war ein deutscher Prähistoriker.

## Leben
Fritz Tischler, Sohn des Botanikers Georg Tischler, studierte an der Universität Kiel, wo er 1936 promoviert wurde. 1936/37 erhielt er das Reisestipendium des Deutschen Archäologischen Instituts. Ab 1938 arbeitete er als wissenschaftlicher Assistent und Leiter der vorgeschichtlichen Abteilung des Niederrheinischen Museums in Duisburg, ab 1940 als Kustos, unterbrochen 1941 bis 1945 durch Teilnahme am Zweiten Weltkrieg. 1943 habilitierte er sich an der Universität Kiel. Von 1950 bis zu seinem Tode war er Leiter des Niederrheinischen Museums und machte sich vor allem in der Nachkriegszeit um die Erforschung der Vorgeschichte der weitgehend zerstörten Stadt Duisburg verdient. Ab 1948 war er Privatdozent, ab 1955 Honorarprofessor an der Universität Köln.
Tischler starb knapp 4 Monate nach einem Herzinfarkt im Alter von 56 Jahren.

## Schriften (Auswahl)
- Schleswig-Holsteins Stellung im Handelsverkehr der ersten beiden nachchristlichen Jahrhunderte. In: Die Heimat. Monatsschrift des Vereins zur Pflege der Natur- und Landeskunde in Nordelbingen. Bd. 46 (1936), Heft 6, Juni 1936, S. 164–167 (Digitalisat).
- Fuhlsbüttel, ein Beitrag zur Sachsenfrage. Wachholtz, Neumünster 1937.
- Das Gräberfeld Hamburg-Fuhlsbüttel (= Atlas der Urgeschichte. Beiheft 2). Hamburgisches Museum für Völkerkunde und Vorgeschichte, Hamburg 1954.
- Das Gräberfeld Oberjersdal, Kreis Hadersleben (= Atlas der Urgeschichte. Beiheft 4). Hamburgisches Museum für Völkerkunde und Vorgeschichte, Hamburg 1955.